# Франц Филип Йозеф фон Шьонборн-Буххайм
Франц Филип Йозеф Франц де Паула Мария фон Шьонборн-Буххайм (на немски: Franz! Philipp Joseph Franz de Paula Maria Graf von Schönborn-Buchheim) е граф на Шьонборн-Буххайм в Австрия.

## Биография
Роден е на 14 септември 1768 година в Майнц. Той е син на граф Хуго Дамиан Ервайн фон Шьонборн-Визентхайд (1738 – 1817) и съпругата му графиня Мария Анна Терезия Йохана Валпургис Филипина фон Щадион (1746 – 1813), дъщеря на граф Йохан Хуго Йозеф Франц Филип Карл фон Щадион-Щадион и Танхаузен (1720 – 1785) и фрайин Мария Анна Текла Валпургис Тереза Шенк фон Щауфенберг (1728 – 1799). По-малките му братя са Франц Ервайн (1776– 1840), граф на Шьонборн-Визентхайд, и Фридрих Карл Йозеф (1781 – 1849), граф на Шьонборн.
Около 1700 г. имперският вице-канцлер граф Фридрих Карл фон Шьонборн, княжески епископ на Бамберг и Вюрцбург (1729 – 1746), получава собствеността на графовете фон Буххайм. На 6 август 1806 г. през Наполеоновите войни Свещената Римска империя е прекратена. На 18 септември същата година баварските войски окупират графството Визентхайд. След това баща му Хуго Дамиан Ервайн се оттегля в своите собствености в Австрия.
Умира на 18 август 1841 година в Обермайдлинг при Виена.

## Фамилия
Франц Филип Йозеф фон Шьонборн-Буххайм се жени на 20 октомври 1789 г. в Близкастел за графиня Мария София Антоанета Шарлота Клара Елизабет фон дер Лайен и цу Хоенгеролдсек (* 23 юли 1769, Кобленц; † 18 януари 1834, Виена), дъщеря на имперски граф Франц Георг Карл Антон фон дер Лайен и цу Хоенгеролдсек (1736 – 1775) и Мариана/Мария Анна Кемерер фон Вормс, фрайин фон Далберг (1745 – 1804). Те имат децата:
- Карл Теодор Дамиан Ервайн фон Шьонборн-Буххайм (* 17 септември 1790; † 4 декември 1841, Виена), граф на Шьонборн-Буххайм, женен на 2 май 1824 г. за графиня Ернестина фон Кюенбург (* 2 май 1800; † 19 януари 1862, Виена)
- Ервайн Дамиан Хуго фон Шьонборн-Буххайм (* 14 ноември 1791; † септември 1864), граф на Шьонборн-Буххайм, отказва се 1844 г. в полза на брат му
- Филип Франц Фридрих Карл фон Шьонборн (* 14 февруари 1793; † 4 февруари 1843), граф на Шьонборн
- Мария Анна София фон Шьонборн (* 27 юни 1794; † 29 май 1859)
- Каролина София Евгения Франциска фон Шьонборн (* 12 февруари 1796; † 19 юли 1864)
- София Терезия Йохана фон Шьонборн (* 24 ноември 1798, Прага; † 31 май 1876, Ваал), омъжена във Виена на 18 август 1818 г. за княз Ервайн Карл Дамиан Евгений фон дер Лайен и цу Хоенгеролдсек (* 3 април 1798; † 17 май 1879)
- Фридрих Дамиан Теодор Филип фон Шьонборн (* 26 май 1800; † 2 май 1874)
- Евгения Франциска Розалия фон Шьонборн (* 4 септември 1801; † 15 август 1880)
- Карл Франц Едуард Фридрих фон Шьонборн-Буххайм (* 2 май 1803; † 24 април 1854), граф на Шьонборн-Буххайм, женен в Унгария на 21 октомври 1833 г. за графиня Мария Анна! Антония фон Болца (* 4 август 1806; † 8 април 1876)